# Saint-Martin-sous-Montaigu
Saint-Martin-sous-Montaigu là một xã ở tỉnh Saône-et-Loire trong vùng Bourgogne-Franche-Comté nước Pháp.

## Thông tin nhân khẩu
Theo điều tra dân số năm 1999, xã này có dân số 373 người.